# Reese Johnson
Reese Johnson, född 10 juli 1998, är en kanadensisk professionell ishockeyforward som spelar för Chicago Blackhawks i National Hockey League (NHL). Han har tidigare spelat för Rockford Icehogs i American Hockey League (AHL) och Red Deer Rebels i Western Hockey League (WHL).
Johnson blev aldrig draftad i NHL Entry Draft.

## Statistik
| Källa: Utv = Utvisningsminuter Uppdaterad: 2021-02-01 | Källa: Utv = Utvisningsminuter Uppdaterad: 2021-02-01 | Källa: Utv = Utvisningsminuter Uppdaterad: 2021-02-01 |                                                   | Grundserie                                        | Grundserie                                        | Grundserie                                        | Grundserie                                        | Grundserie                                        |     | Slutspel | Slutspel | Slutspel | Slutspel | Slutspel |
| Säsong                                                | Lag                                                   | Liga                                                  | Matcher                                           | Mål                                               | Assists                                           | Poäng                                             | Utv                                               | Matcher                                           | Mål | Assists  | Poäng    | Utv      |          |          |
| ----------------------------------------------------- | ----------------------------------------------------- | ----------------------------------------------------- | ------------------------------------------------- | ------------------------------------------------- | ------------------------------------------------- | ------------------------------------------------- | ------------------------------------------------- | ------------------------------------------------- | --- | -------- | -------- | -------- | -------- | -------- |
| 2013–2014                                             | Saskatoon Blazers                                     | SMAAAHL                                               | 39                                                | 8                                                 | 5                                                 | 13                                                | 30                                                | —                                                 | —   | —        | —        | —        |          |          |
| 2014–2015                                             | Saskatoon Blazers                                     | SMAAAHL                                               | 43                                                | 23                                                | 15                                                | 38                                                | 68                                                | —                                                 | —   | —        | —        | —        |          |          |
|                                                       | Red Deer Rebels                                       | WHL                                                   | 12                                                | 2                                                 | 0                                                 | 2                                                 | 11                                                | 3                                                 | 0   | 0        | 0        | 0        |          |          |
| 2015–2016                                             | Red Deer Rebels                                       | WHL                                                   | 36                                                | 3                                                 | 3                                                 | 6                                                 | 31                                                | —                                                 | —   | —        | —        | —        |          |          |
| 2016–2017                                             | Red Deer Rebels                                       | WHL                                                   | Missade grundserien på grund av flera axelskador. | Missade grundserien på grund av flera axelskador. | Missade grundserien på grund av flera axelskador. | Missade grundserien på grund av flera axelskador. | Missade grundserien på grund av flera axelskador. | Missade grundserien på grund av flera axelskador. | 3   | 0        | 0        | 0        | 0        |          |
| 2017–2018                                             | Red Deer Rebels                                       | WHL                                                   | 72                                                | 23                                                | 16                                                | 39                                                | 42                                                | 5                                                 | 2   | 4        | 6        | 7        |          |          |
| 2018–2019                                             | Red Deer Rebels                                       | WHL                                                   | 67                                                | 27                                                | 26                                                | 53                                                | 71                                                | 4                                                 | 1   | 1        | 2        | 0        |          |          |
|                                                       | Rockford Icehogs                                      | AHL                                                   | 6                                                 | 0                                                 | 4                                                 | 4                                                 | 2                                                 | —                                                 | —   | —        | —        | —        |          |          |
| 2019–2020                                             | Rockford Icehogs                                      | AHL                                                   | 52                                                | 4                                                 | 4                                                 | 8                                                 | 63                                                | —                                                 | —   | —        | —        | —        |          |          |
| 2020–2021                                             | Chicago Blackhawks                                    | NHL                                                   | 1                                                 | 0                                                 | 0                                                 | 0                                                 | 2                                                 | —                                                 | —   | —        | —        | —        |          |          |
| NHL totalt                                            | NHL totalt                                            | NHL totalt                                            | 1                                                 | 0                                                 | 0                                                 | 0                                                 | 2                                                 | —                                                 | —   | —        | —        | —        |          |          |
| AHL totalt                                            | AHL totalt                                            | AHL totalt                                            | 58                                                | 4                                                 | 8                                                 | 12                                                | 65                                                | —                                                 | —   | —        | —        | —        |          |          |
| WHL totalt                                            | WHL totalt                                            | WHL totalt                                            | 187                                               | 55                                                | 45                                                | 100                                               | 155                                               | 15                                                | 3   | 5        | 8        | 7        |          |          |